# 美香がんばる 〜おしえてえっちなお勉強〜
『美香がんばる 〜おしえてえっちなお勉強〜』（みかがんばる おしえてえっちなおべんきょう）は、2004年5月9日に同人ブランド私立さくらんぼ小学校が製作、発売したアダルトゲームである。2008年には、CGをオールリメイクしたリニューアルDVD版が発売されている。

## 概要
本作は、前作『こどもみるくぱふぇ』の登場人物の一人である加藤美香をメインヒロインとする作品である。また、前作で試みられた「女の子視点」を押し進めたものとなっており、シナリオ全編が「女の子視点」で構成されている点が特徴的である。つまり、美香が見聞きしたこと、話したこと、考えたことのみで本作シナリオは構成されており、選択肢も「どちらの勉強をするか」といった問いかけに対する美香の回答という形で行なわれている。なお、グラフィック部分は美香視点ではなく客観的に描かれている。
作品の冒頭と末尾ではそれぞれ前作の一幕が登場する。前作の最後で見られた翔と美香の掛け合いにおける、美香の発言の裏側が本作で明かされるようになっている。
2008年には、CGをオールリメイクしてVistaにも対応したリニューアルDVD版が発売されている。同ブランドには珍しく、DVD版ではCGモードも設けられている。同ブランドではイベントCG数が数千枚と非常に多い傾向にあるため従来はCGモードを設けていなかったが、ファンの要望により設けたとされている。

## あらすじ
ずっとあこがれていたお兄ちゃんが家庭教師としてやってくることに。一年ぶりに会えるお兄ちゃん改め先生は思っていたよりも素敵だった。そんな先生に釣り合うような女の子になりたい。だから、ちょっぴり大人のお勉強を教えて。

## 登場人物
加藤美香（かとうみか）
声：木村あやか
小学5年生（10歳）。137cm、29kg。おっとり系。
前述の通り、冒頭と末尾では前作の一幕が登場し、そこでは前作の登場人物である「長谷川愛」「桜井彩」「藤原翔」が登場する。これらのキャラクターについては、前作の人物解説を参照のこと。

## システム
一般的なテキスト選択型アドベンチャーとなっている。シナリオエンジンは吉里吉里。途中の分岐はシーン選択という形でのみ影響し、エンディングには影響しない。

## スタッフ
- シナリオ・スクリプト：苦魔鬼轟丸
- 原画・グラフィック：みそおでん
- 録音監督：横山巌